# Orangekantad dödgrävare
Orangekantad dödgrävare (Nicrophorus germanicus) är en skalbaggsart som först beskrevs av Carl von Linné 1758. Den ingår i släktet Nicrophorus och familjen asbaggar.

## Beskrivning
Den orangekantade dödgrävaren är en stor, nästan helt svart skalbagge med mycket kraftiga ben. Endast kanterna på täckvingarnas sidor är orange. Antennerna har en klubba ytterst. Kroppslängden är 20 till 30 mm.

## Utbredning
Arten förekommer i Mellan- och Östeuropa samt vidare mot öster och sydöst över de baltiska republikerna, södra Ryssland och Turkiet till Kaukasus, Syrien och Turkestan.
Enligt den svenska rödlistan är arten nationellt utdöd i Sverige. 
Arten har tidigare förekommit i Skåne men har inte påträffats i Sverige sedan 1800-talet. I Finland finns inte arten.
Arten har även minskat i norra Mellaneuropa, troligen för att större djurkadaver blir allt mer sällsynta i naturen.

## Ekologi
Artens livsmiljö är framför allt öppna, sandiga marker, där den lever av kadaver av större djur. Den kan även förekomma på djurspillning, där den äter andra djur, bland annat tordyvlar.
Inga underarter finns listade i Catalogue of Life.

## Bildgalleri

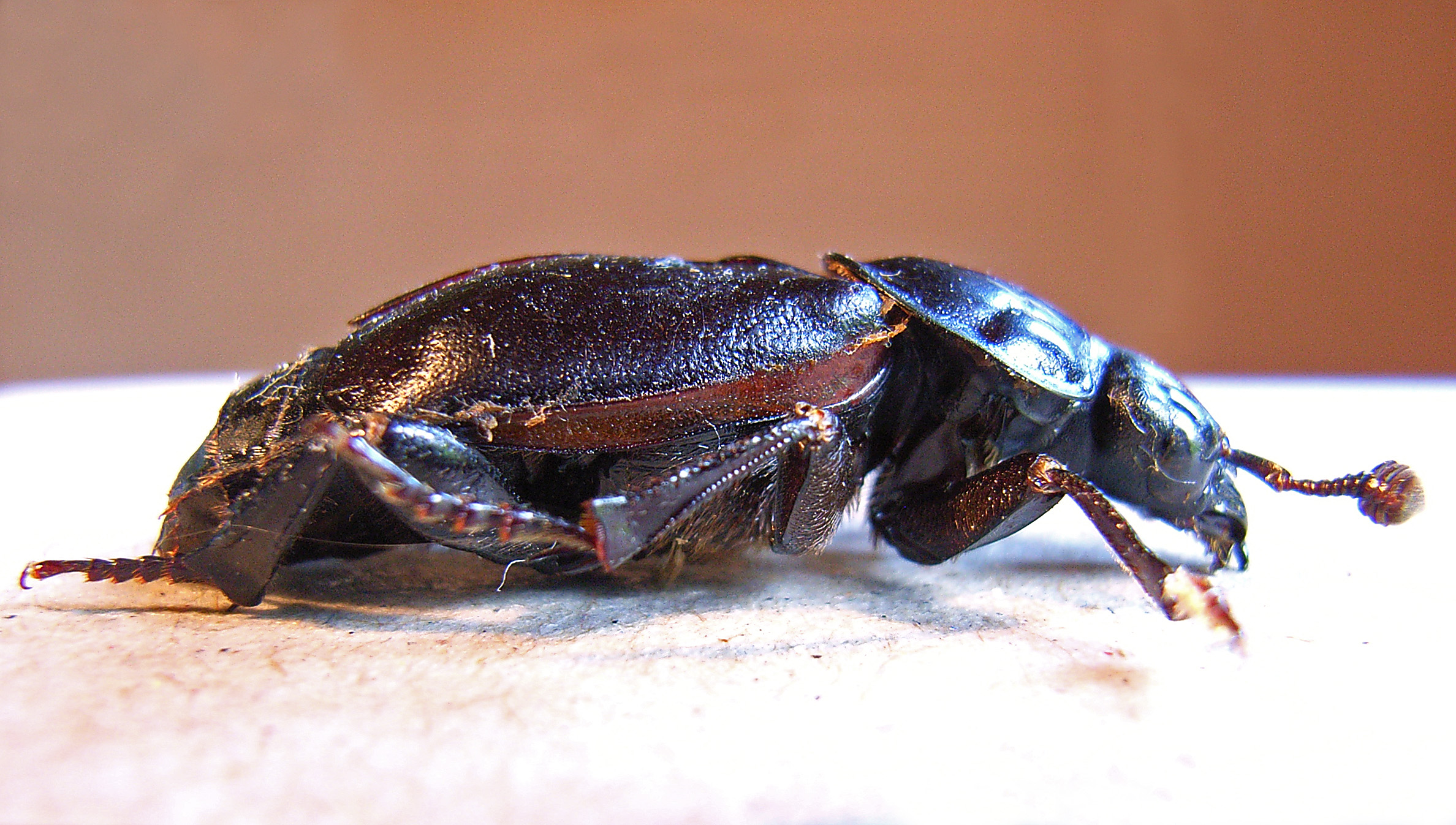
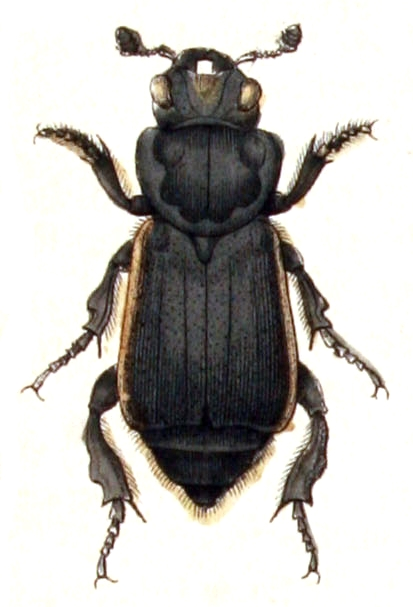